# Impatiens platyadena
Impatiens platyadena är en balsaminväxtart som beskrevs av C. E. C.Fischer. Impatiens platyadena ingår i släktet balsaminer, och familjen balsaminväxter. Inga underarter finns listade i Catalogue of Life.